# Дани Левън
Даниел Русев, с артистичното име Danny Levan (на български: Дани Левън) е български поп, денс и хаус певец и автор. Осъществил е много проекти в България и чужбина.

## Биография
Даниел Русев е роден на 24 април 1990 г. в Бургас. Баща му е българин, а майка му гъркиня.

### Кариера
Започва кариерата си с рожденото си име, впоследствие се представя с настоящия си псевдоним „Danny Levan“.
През 2008 г. създава първата си авторска песен, озаглавена „Нещо ново“.
Същата година излизат и песните: „Дали можем“, „Розови дни“ и „Искам от теб“– дуетна песен с Лео.
През 2009 г. заедно с композитора Мартин Биолчев, Danny прави песента „Влей се в мен“, чийто текст отново е негово дело.
„Влей се в мен“ представя на живо в националната телевизия bTV в комедийното предаване Комиците.“
В края на 2009 година снима 2 клипа, като сам режисира снимките към видеоклиповете на песните „Нещо ново“ и „Влей се в мен“, които официално се разпространяват през 2010 г.
Следват много концерти, участия в телевизионни и радио шоу програми.
В периода от 2011 до 2013 година получава предложения за договори от български и чужди музикални компании и лейбъли, но не приема никое от тях.
През 2013 година създава по свой текст песента „Body Shaker“ заедно с Bate Pesho. Тя носи номинация за дебют на първите музикални награди на националната музикална телевизия BOX TV. Видеото на клипа се снима от режисьора Павлин Иванов - Bashmotion и излиза август същата година.
През 2014 година DJ Diass пише песен за него, озаглавена „Losing track of time“, която се издава от „Crossworld Records“ Лондон за цял свят.
След месец отново по негови текстове, заедно с DJ Gabriel Slick, създава албума „Patterns“, който включва 5 песни и 2 ремикса. Албумът излиза за цял свят отново под шапката на английския лейбъл от Лондон „Crossworld Records“. Песента „Patterns“ е сингъл на албума. В България се задържа 7 седмици на първо място в класацията топ 40 на „Alpha Radio“.
На честотите на „Alpha Radio“ сингълът „Patterns“ се превръща в най-излъчваната песен за 2014 година по данни на радиостанцията.
В същото време Levan създава и ново EP с музикалните продуценти The Moochers от Италия. Албумът е озаглавен „Scars of Love“ (на български: Белези от любов), като съдържа 3 песни и 1 ремикс, отново по текстове на изпълнителя.
„Scars of Love“ се издава от „King Street Records“ – лейбъл от Ню Йорк.
Сингълът „Шанс за любовта“ по музика на Светлин Къслев – Starlight излиза на 14 февруари 2014 година в дует с Nells. Видеото към песента е дело на режисьора Александър Молов.
В този период получава запитване от гръцката певица Marina Sazi за кавър на неговата песен „Body Shaker“.
Впоследствие екипът на певицата прави покана към него песента да се направи в дует. През май същата година те снимат заедно клип на „Body Shaker“. Песента и клипът се разпространяват от Universal Music Group директно във VEVO и в над 25 страни в света.
Получава предложение за договор от Universal Music Group – Minos EMI, което приема и през юни 2014 година подписва договор с музикалната компания.
На 1 декември 2014 излиза първият самостоятелен сингъл „Don`t Say Goodbye“ на Danny Levan с музикалния гигант Universal Music Group – Minos EMI. Видеото е качено от музикалния гигант с премиера във „VEVO“ след три месеца работата по проекта. Песента се изкачва на 1 място в топ 40 – Испания, за няколко поредни седмици.
На 10 декември 2014 Danny Levan получава награда за „Поп изпълнител на годината“ на петите годишни награди на медиите за мода, стил и шоубизнес – Варна.
На 7 юни 2016 представя дуетната си песен с попфолк певицата Анелия – „В моя ум“. Клипът е заснет в турския курорт Алания. Режисьор на видеото е Павлин Иванов. Дуетът се издава от музикална компания Пайнер.
На 15 май 2018 излиза видео клипа към сингъла „Нека го направим“. Песента е по музика на Даниел Ганев и по текст на Danny Levan. Клипът е заснет в родния град на певеца – Бургас. Клипът се издава от музикалния лейбъл Facing The Sun.
Hook Music – Greece издава сингъла Love me on replay на 1 декември 2018 г.
На 25 април 2020 година излиза видео клипа към сингъла „Има още“. Песента е по музика на Калоян 'Stanx' Станев от OnTheBeat Production и Danny Levan. Текстът е на Danny Levan. Клипът е заснет в Utopia Forest, Бургас.
На 30 юли 2020 година излиза видео клипа към сингъла „Аре Бегай“. Песента е по музика на Калоян 'Stanx' Станев от OnTheBeat Production и Danny Levan. Текстът е на Danny Levan. Клипът е заснет в Къмпинг Лозана, Ахелой с участието на гимнастичката Женина Стефанова.
Месец и половина след реализиране на сингъла „Аре Бегай“ на дата 14.10.2020 Danny Levan изненадва своите почитатели с нов сингъл и видео с наименование „Ти ли си“. Парчето е с модерно денс-хаус звучене. Музиката е на Хриси Пачалова и Кирил Димитров, текстът е на Ангел Проданов и Хриси Пачалова, а аранжиментът е на Панчо Карамански. Режисьор на видеото е Павлин Иванов – Bashmotion, за което е за снимачна площадка е използван спортния комплекс на Техническия университет в град София, където изключително стилно изпълнителят ни допуска до своя свят на сенките от любов и разочарования. Във видеото участват и танцьорките от „NEXT Generation“ с хореограф Росица Терзийска.
На 27 октомври 2021 г. сингъла на Danny Levan „DANCE“ беше официално пуснат в стрийминг платформите за музика. Въпреки че песента е озаглавена "DANCE", текстът е на български. Екипът по създаването на песента е горе-долу същият като на сингъла „Ти ли си“. Новият член на екипа е Анастасия Мавродиева – текстописец.
На 22 февруари 2023 г. най-новият сингъл на Danny Levan „Как си“ (на английски: How are you?) и официалното му видео бяха официално пуснати в платформите за музикален стрийминг. Музиката и аранжиментът са на Иван Тишев, текстът е на Анастасия Мавродиева. Режисьор на видеото е Павлин Иванов – Bashmotion
На 20.10.2023 г. Danny Levan и Християна Лоизу реализират първата си съвместна песен на гръцки език “Vradia Hamena” (на български: Изгубени нощи). Песента е с денс звучене, а видеото към нея е заснето в емблематичната Творческа къща “Grozarde”. Музиката и аранжиментът са на Десислав Данчев – Десо, текста е на гръцката поетеса Илиана Ексарас, а видео и аудио продуценти са самите изпълнители.
На 07.06.2024 г. Danny Levan и Християна Лоизу реализират нова версия с български текст на съвместната им песен на гръцки език “Vradia Hamena” (на български: Изгубени нощи). Песента се казва "Крий ми очите". Песента е с денс звучене, а видеото към нея е заснето в емблематичната Творческа къща “Grozarde”. Музиката и аранжиментът са на Десислав Данчев – Десо, текста е на Анастасия Мавродиева, а видео и аудио продуценти са самите изпълнители.
На 13.02.2025 г. е премиерата на най-новият сингъл на Danny Levan - "Най-скъпото". Песента е поп от най-високо качество, със страхотен класически диско ритъм, завладяващ текст и чудесно видео. Музикалната линия, създадена от Ангел Проданов – Acho, текстът е на Danny Levan, а аранжиметът на Ангел Проданов - Acho и Danny Levan. Без претенции, но с много въображение, видеото разкрива вълнуващия и многослоен образ на любовта. Главен герой в кадрите е самият Danny Levan, който перфектно влиза в ролята на мъж, изживял самотата и лудостта на една токсична връзка.

## Сингли
| Заглавие          | Музика                                                  | Аранжимент                                 | Текст                              | Издава                    | Дата          |
| ----------------- | ------------------------------------------------------- | ------------------------------------------ | ---------------------------------- | ------------------------- | ------------- |
| Нещо ново         | Andre/Danny Levan                                       | Andre                                      | Danny Levan                        | Danny Levan               | 2010          |
| Влей се в мен     | Мартин Биолчев                                          | Мартин Биолчев                             | Danny Levan                        | Danny Levan               | 2010          |
| Body Shaker       | Danny Levan/Bate pesho                                  | Danny Levan/Bate pesho                     | Danny Levan                        | Danny Levan               | декември 2013 |
| Прегрявам         | Светлин Къслев aka Starlight                            | Светлин Къслев aka Starlight               | Danny Levan                        | Danny Levan               | 01.08.2013    |
| Шанс за любовта / | Свелин Къслев aka Starlight                             | Светлин Къслев aka Starlight               | Nells and Danny Levan              | Nells                     | 10.02.2014    |
| Patterns          | Gabriel Slick and Danny Levan                           | Gabriel Slick                              | Danny Levan                        | Crossworld Records        | 2014          |
| Dirty nights      | Danny Levan/Ivan Seagal                                 | Ivan Seagal                                | Danny Levan                        | ℗ Big Mamas House Records | 01.08.2014    |
| On Fire           | Светлин Къслев aka Starlight                            | Светлин Къслев aka Starlight               | Rachel Row                         | Universal music – EMI     | 06.08.2014    |
| Don`t Say Goodbye | Мартин Биолчев                                          | Мартин Биолчев                             | Rachel Row                         | Universal music – EMI     | 30.11.2014    |
| Rapture           | Мартин Биолчев                                          | Мартин Биолчев                             | Rachel Row                         | Universal Music Group     | 07.07.2015    |
| В моя ум          | Мартин Биолчев                                          | Мартин Биолчев                             | Йордан Ботев                       | Payner Music Ltd.         | 07.06.2016    |
| Нека го направим  | Даниел Ганев                                            | Даниел Ганев                               | Danny Levan                        | Facing The Sun            | 15.05.2018    |
| Love me on replay | Мартин Биолчев                                          | Мартин Биолчев                             | Danny Levan                        | Hook Music – Greece       | 01.11.2018    |
| Има още           | Калоян 'Stanx' Станев OnTheBeat Production, Danny Levan | Калоян 'Stanx' Станев OnTheBeat Production | Danny Levan                        | Danny Levan               | 25.04.2020    |
| Аре бегай         | Калоян 'Stanx' Станев OnTheBeat Production, Danny Levan | Калоян 'Stanx' Станев OnTheBeat Production | Danny Levan                        | Danny Levan               | 30.07.2020    |
| Ти ли си          | Хриси Пачалова и Кирил Димитров                         | Панчо Карамански                           | Ангел Проданов и Хриси Пачалова    | Danny Levan               | 14.10.2020    |
| Dance             | Ангел Проданов и Danny Levan                            | Ангел Проданов и Danny Levan               | Danny Levan и Анастасия Мавродиева | Danny Levan               | 27.10.2021    |
| Как си            | Иван Тишев                                              | Иван Тишев                                 | Анастасия Мавродиева               | Danny Levan               | 22.02.2023    |
| Vradia Hamena     | Десислав Данчев – Десо                                  | Десислав Данчев – Десо                     | Илиана Ексарас                     | KVZ Music Ltd.            | 20.10.2023    |
| Крий ми очите     | Десислав Данчев - Десо                                  | Десислав Данчев - Десо                     | Анастасия Мавродиева               | KVZ Music Ltd.            | 07.06.2024    |
| Най-скъпото       | Ангел Проданов - Acho                                   | Ангел Проданов - Acho и Danny Levan        | Danny Levan                        | KVZ Music Ltd.            | 13.02.2025    |

## Албуми
Влей се в мен (2011)
| Заглавие                 | Музика                 | Аранжимент             | Текст       |
| ------------------------ | ---------------------- | ---------------------- | ----------- |
| Влей се в мен            | Мартин Биолчев         | Мартин Биолчев         | Danny Levan |
| Влей се в мен (Remix)    | Мартин Биолчев         | Мартин Биолчев/Dj Gion | Danny Levan |
| Нещо ново (Original Mix) | Андре, Danny Levan     | Андре                  | Danny Levan |
| Нещо ново (Club Mix)     | Андре, Danny Levan     | Радо Иванов            | Danny Levan |
| I know how               | Dj Stinki, Danny Levan | Dj Stinki              | Danny Levan |

Patterns (2014)
| Заглавие              | Музика                        | Аранжимент    | Текст       |
| --------------------- | ----------------------------- | ------------- | ----------- |
| Feeling Deep          | Gabriel Slick and Danny Levan | Gabriel Slick | Danny Levan |
| Next Day              | Gabriel Slick and Danny Levan | Gabriel Slick | Danny Levan |
| Patterns              | Gabriel Slick and Danny Levan | Gabriel Slick | Danny Levan |
| Something for tonight | Gabriel Slick and Danny Levan | Gabriel Slick | Danny Levan |
| Sunday                | Gabriel Slick and Danny Levan | Gabriel Slick | Danny Levan |

Scars of Love (2014)
| Заглавие               | Музика                     | Аранжимент   | Текст       |
| ---------------------- | -------------------------- | ------------ | ----------- |
| Loser Number One       | The Moochers / Danny Levan | The Moochers | Danny Levan |
| Scars Of Love          | The Moochers / Danny Levan | The Moochers | Danny Levan |
| Time For Second Chance | The Moochers / Danny Levan | The Moochers | Danny Levan |